# Comuna Jasenovac, Sisak-Moslavina
Jasenovac este o comună în cantonul Sisak-Moslavina, Croația, având o populație de 1.997 de locuitori (2011).

## Demografie
Componența etnică a comunei Jasenovac
     Croați (90,49%)
     Sârbi (7,61%)
     Necunoscut (0,7%)
     Neclasificat (1,1%)
Componența confesională a comunei Jasenovac
     Catolici (88,48%)
     Ortodocși (7,81%)
     Fără religie și atei (1,3%)
     Necunoscută (0,95%)
     Alte religii (1,45%)
Conform recensământului din 2011, comuna Jasenovac avea 1.997 de locuitori. Din punct de vedere etnic, majoritatea locuitorilor (90,49%) erau croați, cu o minoritate de sârbi (7,61%). Apartenența etnică nu este cunoscută în cazul a 0,7% din locuitori. Din punct de vedere confesional, majoritatea locuitorilor (88,48%) erau catolici, existând și minorități de ortodocși (7,81%) și persoane fără religie și atei (1,3%). Pentru 0,95% din locuitori nu este cunoscută apartenența confesională.